# Gran Premio del Belgio 1977
Il Gran Premio del Belgio 1977 è stata la settima prova della stagione 1977 del Campionato mondiale di Formula 1. Si è corsa domenica 5 giugno 1977 sul Circuito di Zolder. La gara è stata vinta dallo svedese Gunnar Nilsson, su Lotus-Ford Cosworth. Ha preceduto sul traguardo l'austriaco Niki Lauda su Ferrari
e lo svedese Ronnie Peterson su Tyrrell-Ford Cosworth.

## Vigilia

### Aspetti tecnici
La Chesterfiled Racing, dopo aver utilizzato una March 761 in tre gran premi passò a utilizzare una McLaren M23. La Copersucar fece esordire il modello F5, denominata anche FD041. La vettura presentava grandi analogie con l'Ensign N177. La McLaren tornò a impiegare, sempre solo con James Hunt, il modello M26, già impiegato in Gran Premio di Spagna. I radiatori dell'olio vennero presentati a lato della monoposto.

### Aspetti sportivi
La Surtees ingaggiò Larry Perkins, già presente a inizio stagione con la BRM al posto di Hans Binder. Fece il suo esordio nel mondiale il messicano Héctor Rebaque sulla terza Hesketh. Il Messico tornava a schierare un pilota in F1 dai tempi del Gran Premio di Francia 1971 con Pedro Rodríguez.
Tornarono nel mondiale, confermando i piloti, l'Iberia Airlines (con una McLaren), la BRM, la Williams (che schierava una March), la Chesterfield Racing e la LEC. La British Formula 1 Racing Team, che utilizzava anch'essa delle March, fece esordire il pilota locale Bernard de Dryver. In compenso Jacky Ickx, iscritto dall'Ensign, non prese parte alla gara. Non parteciparono, pur iscritti, Mikko Kozarowitsky, con la RAM e lo svizzero Loris Kessel, che avrebbe dovuto far esordire l'Apollon. Inizialmente risultava iscritto anche Brian Henton, sempre con una March. Venne anche prospettato l'esordio in F1 per Bruno Giacomelli, con la March ufficiale.
L'alto numero di iscritti portò a una protesta della Scuderia Ferrari, che venne esposta in una riunione della CSI tenuta il 7 maggio a Bologna. La CSI stabilì una deroga al regolamento secondo cui solo due piloti potessero essere iscritti a ciascun gran premio, in sovrannumero rispetto a quelli iscritti a tutto il mondiale. Successivamente la CSI ribaltò la sua posizione e stabilì che non vi erano limiti nel numero di piloti che potessero iscriversi a un gran premio. Si discusse anche sul numero di piloti da ammettere al via: le scuderie spingevano per una limitazione a 24 vetture, mentre gli organizzatori erano favorevoli a far partire 26 vetture.

## Qualifiche

### Resoconto
Mario Andretti conquistò il miglior tempo nella prima giornata di prove con 1'26"51. Il pilota della Lotus precedette John Watson di otto decimi. Nella prima sessione, dopo mezz'ora di pista asciutta, la pioggia colpì il tracciato belga. La Ferrari ottenne il quinto tempo con Niki Lauda e il settimo con Carlos Reutemann: le vetture scontarono dei problemi agli pneumatici. Anche la sessione pomeridiana fu accompagnata dalla pioggia.
Nella giornata del sabato Andretti confermò la sua pole, abbassando il suo tempo limite a 1'24"64, un secondo e mezzo meno del tempo del secondo, ancora John Watson su Brabham-Alfa Romeo. Andretti conquistò così la sua quarta partenza al palo nel mondiale, la settantesima per la Lotus. La seconda fila fu ottenuta dall'altro pilota della Lotus, Gunnar Nilsson, e da Jody Scheckter. La Ferrari ottenne tempi deludenti (Reutemann settimo, Lauda undicesimo) non riuscendo a mandare in temperatura gli pneumatici. James Hunt ruppe il propulsore della sua McLaren. La BRM non provò il secondo giorno così come Héctor Rebaque, anch'egli per una rottura del motore.

### Risultati
Nella sessione di qualifica si è avuta questa situazione:
| Pos | Nº | Pilota             | Costruttore              | Tempo   | Griglia |
| --- | -- | ------------------ | ------------------------ | ------- | ------- |
| 1   | 5  | Mario Andretti     | Lotus-Ford Cosworth      | 1'24"64 | 1       |
| 2   | 7  | John Watson        | Brabham-Alfa Romeo       | 1'26"18 | 2       |
| 3   | 6  | Gunnar Nilsson     | Lotus-Ford Cosworth      | 1'26"45 | 3       |
| 4   | 20 | Jody Scheckter     | Wolf-Ford Cosworth       | 1'26"48 | 4       |
| 5   | 4  | Patrick Depailler  | Tyrrell-Ford Cosworth    | 1'26"71 | 5       |
| 6   | 2  | Jochen Mass        | McLaren-Ford Cosworth    | 1'26"81 | 6       |
| 7   | 12 | Carlos Reutemann   | Ferrari                  | 1'26"85 | 7       |
| 8   | 3  | Ronnie Peterson    | Tyrrell-Ford Cosworth    | 1'26"95 | 8       |
| 9   | 1  | James Hunt         | McLaren-Ford Cosworth    | 1'27"04 | 9       |
| 10  | 26 | Jacques Laffite    | Ligier-Matra             | 1'27"05 | 10      |
| 11  | 11 | Niki Lauda         | Ferrari                  | 1'27"11 | 11      |
| 12  | 19 | Vittorio Brambilla | Surtees-Ford Cosworth    | 1'27"23 | 12      |
| 13  | 22 | Clay Regazzoni     | Ensign-Ford Cosworth     | 1'27"28 | 13      |
| 14  | 37 | Arturo Merzario    | March-Ford Cosworth      | 1'27"33 | 14      |
| 15  | 16 | Riccardo Patrese   | Shadow-Ford Cosworth     | 1'27"35 | 15      |
| 16  | 28 | Emerson Fittipaldi | Fittipaldi-Ford Cosworth | 1'27"47 | 16      |
| 17  | 17 | Alan Jones         | Shadow-Ford Cosworth     | 1'27"55 | 17      |
| 18  | 8  | Hans-Joachim Stuck | Brabham-Alfa Romeo       | 1'27"75 | 18      |
| 19  | 24 | Rupert Keegan      | Hesketh-Ford Cosworth    | 1'28"02 | 19      |
| 20  | 31 | David Purley       | LEC-Ford Cosworth        | 1'28"10 | 20      |
| 21  | 10 | Ian Scheckter      | March-Ford Cosworth      | 1'28"50 | 21      |
| 22  | 30 | Brett Lunger       | McLaren-Ford Cosworth    | 1'28"51 | NP      |
| 23  | 18 | Larry Perkins      | Surtees-Ford Cosworth    | 1'28"53 | 23      |
| 24  | 27 | Patrick Nève       | March-Ford Cosworth      | 1'28"67 | 24      |
| 25  | 25 | Harald Ertl        | Hesketh-Ford Cosworth    | 1'29"02 | 25      |
| 26  | 34 | Jean-Pierre Jarier | Penske-Ford Cosworth     | 1'29"11 | 26      |
| NQ  | 33 | Boy Hayje          | March-Ford Cosworth      | 1'29"46 | 27      |
| NQ  | 36 | Emilio de Villota  | McLaren-Ford Cosworth    | 1'30"12 | NQ      |
| NQ  | 9  | Alex-Dias Ribeiro  | March-Ford Cosworth      | 1'30"24 | NQ      |
| NQ  | 35 | Conny Andersson    | BRM                      | 1'30"24 | NQ      |
| NQ  | 38 | Bernard de Dryver  | March-Ford Cosworth      | 1'30"42 | NQ      |
| NQ  | 39 | Héctor Rebaque     | Hesketh-Ford Cosworth    | 1'33"30 | NQ      |

## Gara

### Resoconto
La domenica fu caratterizzata dall'arrivo delle pioggia che scombinò gli assetti trovati durante le prove. Non riuscì a schierarsi, per problemi di meccanica, la Mc Laren di Brett Lunger e venne dunque ammesso al via il primo die piloti non qualificati, l'olandese Boy Hayje.
John Watson partì bene e passò subito il poleman Mario Andretti, ma nel corso del primo giro, nel tentativo di ripassare la Brabham Andretti tamponò Watson alla seconda variante. I due furono così costretti al ritiro anzitempo: in testa andò il leader del mondiale, Jody Scheckter seguito da Gunnar Nilsson, Jochen Mass, Carlos Reutemann e Patrick Depailler.
Il francese della Tyrrell perse diverse posizioni nei primi giri: prima venne passato da Jacques Laffite, poi da Vittorio Brambilla. Il monzese della Surtees fu autore nelle prime tornate di un grande recupero che lo portò dalla dodicesima piazza della partenza al sesto posto in quattro giri. Jochen Mass all'ottavo giro andò in testacoda e venne passato da Reutemann.
La pioggia terminò abbastanza presto, consentendo alla pista di asciugarsi. Ciò costrinse i piloti a cambiare gli pneumatici. Reutemann però, ancora con gomme slick, uscì di pista e fu costretto a ritirarsi. La classifica si rimescolò velocemente a seconda del momento scelto per il cambio delle gomme. Andò in testa Mass, poi Vittorio Brambilla, infine al ventitreesimo giro fu il turno di Niki Lauda. La Scuderia Ferrari impiegò solo quindici secondi per il cambio gomme, contro il mezzo minuto della Lotus. A quel punto, dopo che tutti i piloti avevano cambiate le gomme, Lauda comandava davanti a Jochen Mass, Jody Scheckter (penalizzato da un testacoda), Alan Jones, Vittorio Brambilla e Gunnar Nilsson.
Poco dopo la pioggia ricomparve sul tracciato. Scheckter cercò di anticipare gli altri piloti e cambiò immediatamente gli pneumatici. Non così gli altri piloti di testa, con Mass che ridusse notevolmente il distacco da Lauda, mentre Nilsson recuperava due posizioni a Brambilla e Jones. La pioggia però terminò rapidamente, costringendo Scheckter a una nuova sosta. Al giro 39 Mass fu costretto al ritiro per un'uscita di pista. Ora la classifica vedeva sempre al comando Niki Lauda, seguito da Gunnar Nilsson, Ronnie Peterson, Vittorio Brambilla, Alan Jones e Jody Scheckter. Al quarantaquattresimo giro Brambilla passò anche Peterson. Due giri dopo James Hunt entrò in zona punti scavalcando Scheckter.
Con la pista che si asciugava l'assetto della Ferrari non risultava più competitivo. Al giro 49 Nilsson passò in testa, sfruttando anche un errore di Lauda, che pochi giri prima, in un tentativo di sorpasso di David Purley, era stato costretto a un testacoda. All'austriaco si avvicinò anche Brambilla che però fu autore di un paio di imprecisioni nei doppiaggi che lo fecero passare da Peterson. All'ultimo giro Hans-Joachim Stuck passò Hunt e conquistò il sesto posto.
Gunnar Nilsson vinse la sua prima e unica gara valida per il mondiale di F1 (conquistando anche il giro più veloce), precedendo Lauda e l'altro svedese Ronnie Peterson. Fu l'unico doppio podio per la Svezia in Formula 1.
Una nota di curiosa polemica avvenne a fine gara fra Lauda e Purley: decisamente performante con gomme giuste, la Ferrari di Lauda recuperava facilmente dopo la sosta ai box per il cambio gomme quando trovò davanti a sé la LEC di Purley, in quel momento al terzo posto poiché non aveva ancora effettuata la sosta: Lauda riteneva si trattasse di un pilota doppiato, dunque si aspettava che il britannico cedesse subito strada; ma lo stesso voleva, invece, difendere la posizione.
Il risultato fu un testacoda di Lauda, come detto: a fine corsa, Lauda ebbe un diverbio con Purley, e lo definì ''...coniglio'', il che suona piuttosto inadeguato, come epiteto, per un uomo invece molto coraggioso: Purley a Zandvoort nel 1973 cercò di salvare dal rogo fatale della sua March il connazionale Roger Williamson; una circostanza molto nota a chiunque nel mondo dei motori. Dal successivo Gran Premio, Purley dipinse sulla sua LEC, vicino al proprio nome, un simpatico coniglietto, in considerazione di questo ''scontro'' col campione austriaco. 

### Risultati
I risultati del gran premio sono i seguenti:
| Pos | No | Pilota             | Costruttore              | Giri | Tempo/Ritiro              | Pos.Griglia | Punti |
| --- | -- | ------------------ | ------------------------ | ---- | ------------------------- | ----------- | ----- |
| 1   | 6  | Gunnar Nilsson     | Lotus-Ford Cosworth      | 70   | 1:55'05"71                | 3           | 9     |
| 2   | 11 | Niki Lauda         | Ferrari                  | 70   | + 14"19                   | 11          | 6     |
| 3   | 3  | Ronnie Peterson    | Tyrrell-Ford Cosworth    | 70   | + 19"95                   | 8           | 4     |
| 4   | 19 | Vittorio Brambilla | Surtees-Ford Cosworth    | 70   | + 24"98                   | 12          | 3     |
| 5   | 17 | Alan Jones         | Shadow-Ford Cosworth     | 70   | + 1'15"47                 | 17          | 2     |
| 6   | 8  | Hans-Joachim Stuck | Brabham-Alfa Romeo       | 69   | + 1 giro                  | 18          | 1     |
| 7   | 1  | James Hunt         | McLaren-Ford Cosworth    | 69   | + 1 giro                  | 9           |       |
| 8   | 4  | Patrick Depailler  | Tyrrell-Ford Cosworth    | 69   | + 1 giro                  | 5           |       |
| 9   | 25 | Harald Ertl        | Hesketh-Ford Cosworth    | 69   | + 1 giro                  | 25          |       |
| 10  | 27 | Patrick Nève       | March-Ford Cosworth      | 68   | + 2 giri                  | 24          |       |
| 11  | 34 | Jean-Pierre Jarier | Penske-Ford Cosworth     | 68   | + 2 giri                  | 26          |       |
| 12  | 18 | Larry Perkins      | Surtees-Ford Cosworth    | 67   | + 3 giri                  | 23          |       |
| 13  | 31 | David Purley       | LEC-Ford Cosworth        | 67   | + 3 giri                  | 20          |       |
| 14  | 37 | Arturo Merzario    | March-Ford Cosworth      | 65   | + 5 giri                  | 14          |       |
| NC  | 33 | Boy Hayje          | March-Ford Cosworth      | 63   | Non classificato          | 27          |       |
| Rit | 20 | Jody Scheckter     | Wolf-Ford Cosworth       | 62   | Motore                    | 4           |       |
| Rit | 2  | Jochen Mass        | McLaren-Ford Cosworth    | 39   | Testacoda                 | 6           |       |
| Rit | 26 | Jacques Laffite    | Ligier-Matra             | 32   | Motore                    | 10          |       |
| Rit | 22 | Clay Regazzoni     | Ensign-Ford Cosworth     | 29   | Motore                    | 13          |       |
| Rit | 12 | Carlos Reutemann   | Ferrari                  | 14   | Testacoda                 | 19          |       |
| Rit | 24 | Rupert Keegan      | Hesketh-Ford Cosworth    | 14   | Incidente                 | 7           |       |
| Rit | 16 | Riccardo Patrese   | Shadow-Ford Cosworth     | 12   | Incidente                 | 15          |       |
| Rit | 10 | Ian Scheckter      | March-Ford Cosworth      | 8    | Incidente                 | 21          |       |
| Rit | 28 | Emerson Fittipaldi | Fittipaldi-Ford Cosworth | 2    | Problemi elettrici        | 16          |       |
| Rit | 5  | Mario Andretti     | Lotus-Ford Cosworth      | 0    | Collisione con J.Watson   | 1           |       |
| Rit | 7  | John Watson        | Brabham-Alfa Romeo       | 0    | Collisione con M.Andretti | 2           |       |
| NP  | 30 | Brett Lunger       | McLaren-Ford Cosworth    |      | Vettura non assemblata    |             |       |
| NQ  | 36 | Emilio de Villota  | McLaren-Ford Cosworth    |      |                           |             |       |
| NQ  | 9  | Alex-Dias Ribeiro  | March-Ford Cosworth      |      |                           |             |       |
| NQ  | 35 | Conny Andersson    | BRM                      |      |                           |             |       |
| NQ  | 38 | Bernard de Dryver  | March-Ford Cosworth      |      |                           |             |       |
| NQ  | 39 | Héctor Rebaque     | Hesketh-Ford Cosworth    |      |                           |             |       |

## Statistiche

### Piloti
- 1ª e unica vittoria per  Gunnar Nilsson;
- 1° e unico giro più veloce per  Gunnar Nilsson;

### Costruttori
- 61ª vittoria per la  Lotus;
- 70ª pole position per la  Lotus;
- 110° podio per la  Lotus;

### Motori
- 101ª vittoria per il motore  Ford Cosworth;

### Pneumatici
- 96ª vittoria per gli pneumatici  Goodyear;

### Giri in testa
- Jody Scheckter (1-16);
- Jochen Mass (17-18);
- Vittorio Brambilla (19-22);
- Niki Lauda (23-49);
- Gunnar Nilsson (50-70);

## Classifiche

### Piloti
| Pos | Pilota             | Punti |
| --- | ------------------ | ----- |
| 1   | Jody Scheckter     | 32    |
| 2   | Niki Lauda         | 31    |
| 3   | Carlos Reutemann   | 23    |
| 4   | Mario Andretti     | 22    |
| 5   | Gunnar Nilsson     | 13    |
| 6   | James Hunt         | 9     |
| 7   | Emerson Fittipaldi | 8     |
| =   | Jochen Mass        | 8     |
| 9   | Patrick Depailler  | 7     |
| 10  | Carlos Pace        | 6     |
| 11  | Ronnie Peterson    | 4     |
| 12  | Vittorio Brambilla | 3     |
| =   | Alan Jones         | 3     |
| 14  | Hans-Joachim Stuck | 2     |
| 15  | Clay Regazzoni     | 1     |
| =   | Renzo Zorzi        | 1     |
| =   | John Watson        | 1     |
| =   | Jean-Pierre Jarier | 1     |

### Costruttori
| Pos | Costruttore              | Punti |
| --- | ------------------------ | ----- |
| 1   | Ferrari                  | 46    |
| 2   | Lotus-Ford Cosworth      | 33    |
| 3   | Wolf-Ford Cosworth       | 32    |
| 4   | McLaren-Ford Cosworth    | 15    |
| 5   | Tyrrell-Ford Cosworth    | 11    |
| 6   | Brabham-Alfa Romeo       | 9     |
| 7   | Fittipaldi-Ford Cosworth | 8     |
| 8   | Shadow-Ford Cosworth     | 4     |
| 9   | Surtees-Ford Cosworth    | 3     |
| 10  | Ensign-Ford Cosworth     | 1     |
| =   | Penske-Ford Cosworth     | 1     |